# 廖纲绍

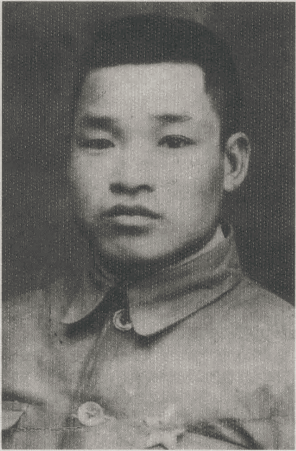
廖纲绍

廖纲绍（1902年—1945年），湖南酃县龙溪乡茶垅村人。八路军将领。

## 生平
1929年加入中国共产党，1931年参加中国工农红军。经五次反围剿战争失败后，他随部队参加了二万五千里长征。1937年8月中国工农红军改编为八路军，廖纲绍在120师三五九旅任营长、团长等职，在山西前线抗日。1944年11月，成立新三五九旅，任副旅长。1945年在山西平遥县与日军作战中牺牲。